# Valeriu Sepi
Valeriu Sepi (n. 1 noiembrie 1945, Reșița, județul Caraș-Severin) este un artist plastic și percuționist român. Este cunoscut mai ales datorită colaborării cu Phoenix, având rolurile de grafician, scenograf, percuționist și fiind membru deplin al formației în perioada 1971–1974. Ca percuționist, a cântat pe instrumente construite de el – capre din lemn sau tobe din piele de vițel, de unde s-a ales cu supranumele „căprarul din Phoenix”.

## Activitate artistică
Valeriu Sepi și-a petrecut copilăria la Valcani, o localitate bănățeană de lângă granița cu Iugoslavia. Numele său a fost cunoscut încă dinainte să ajungă pictor datorită unchiului său, Grațian Sepi (sau Sepi II), fotbalist în echipa Ripensia Timișoara și căpitan al echipei naționale a României. După ce a absolvit Politehnica din Reșița, și-a îndreptat atenția înspre arta plastică, fiind student în perioada 1969–1971 la Facultatea de Arte Plastice din Timișoara. În timpul facultății, i-a avut profesori și mentori pe Leon Vreme, Péter Jecza și Deliu Petroiu. În această perioadă, îl cunoaște pe Nicolae Covaci, liderul trupei Phoenix, fiind coleg de facultate cu acesta.
Valeriu Sepi a abordat cu succes pictura, desenul, sculptura, designul interior și exterior. Prima sa expoziție personală are loc la Muzeul de Artă din Timișoara în 1971. Începe colaborarea cu Phoenix, care durează până în perioada Cantafabule, despre care își amintește într-un interviu:
„Eu am construit caprele ca instrumente de percuție, dar și pentru scenografie. Eu nu eram muzician, nu am studii muzicale, dar ureche muzicală cred că am. Așa că eu am făcut percuția și pe scenă, pentru că nu era mare lucru. Trăgeam de caprele mici. Pentru efect, am împodobit caprele cu piele întoarsă, am pus blană pe ele. Dar era nevoie de toată treaba asta, pentru că noi am propagat acest  etno-rock. Ceaușescu a interzis să se cânte ca în Occident, Phoenix nu mai avea voie să cânte piese în limba engleză. Trupa nu mai exista, practic, după plecarea lui Bordeianu. Atunci când am venit eu, alături de Covaci venise și Josef Kappl, iar noul solist avea să fie Mircea Baniciu. Așa s-a refăcut trupa. Am mers cu Phoenix în turnee, am fost și la Sopot.”—Valeriu Sepi, 2015
După colaborarea cu Phoenix, organizează expoziții la Timișoara, Lugoj și București timp de zece ani. În 1985 părăsește România. După ce locuiește și expune în mai multe locuri în lume (Germania – la Heidelberg și Aachen, Brazilia, Cambodgia), se stabilește în cele din urmă în Singapore. Personalitatea și talentul său i-au adus notorietate nu doar în Europa, ci și în Asia, America de Sud sau Australia, lucrările sale aflându-se în muzee, galerii, colecții particulare sau localuri din România, Germania, Singapore, Brazilia, Australia, Indonezia, Malaysia, Thailanda și Nepal.
Începând cu anul 2014, revine periodic în țară. Lucrări mai recente ale sale, între care se numără „Resurecția” (realizată în Brazilia), „Geneza” (creată în Singapore), seria „Tauromahiei” și a personajelor din mitologia autohtonă, sunt vernisate în câteva expoziții deschise pentru public:
- „Mitologii personale”, la Muzeul de Artă din Timișoara (Palatul Baroc), în perioada 14 noiembrie–11 decembrie 2015.[5]
- „Mitologii personale”, la Palatul Parlamentului din București (Sala „Constantin Brâncuși”), în perioada 9–30 martie 2017.[6]
- „Frontiera 1966”, în hala principală a fostei fabrici Ambalajul Metalic din Timișoara, în perioada 8–22 decembrie 2017.[7]
- „Fie să renască!”, la Muzeul Național „Constantin Brâncuși” din Târgu Jiu, în perioada 16 martie–11 aprilie 2023, împreună cu Nicu Covaci.[8]

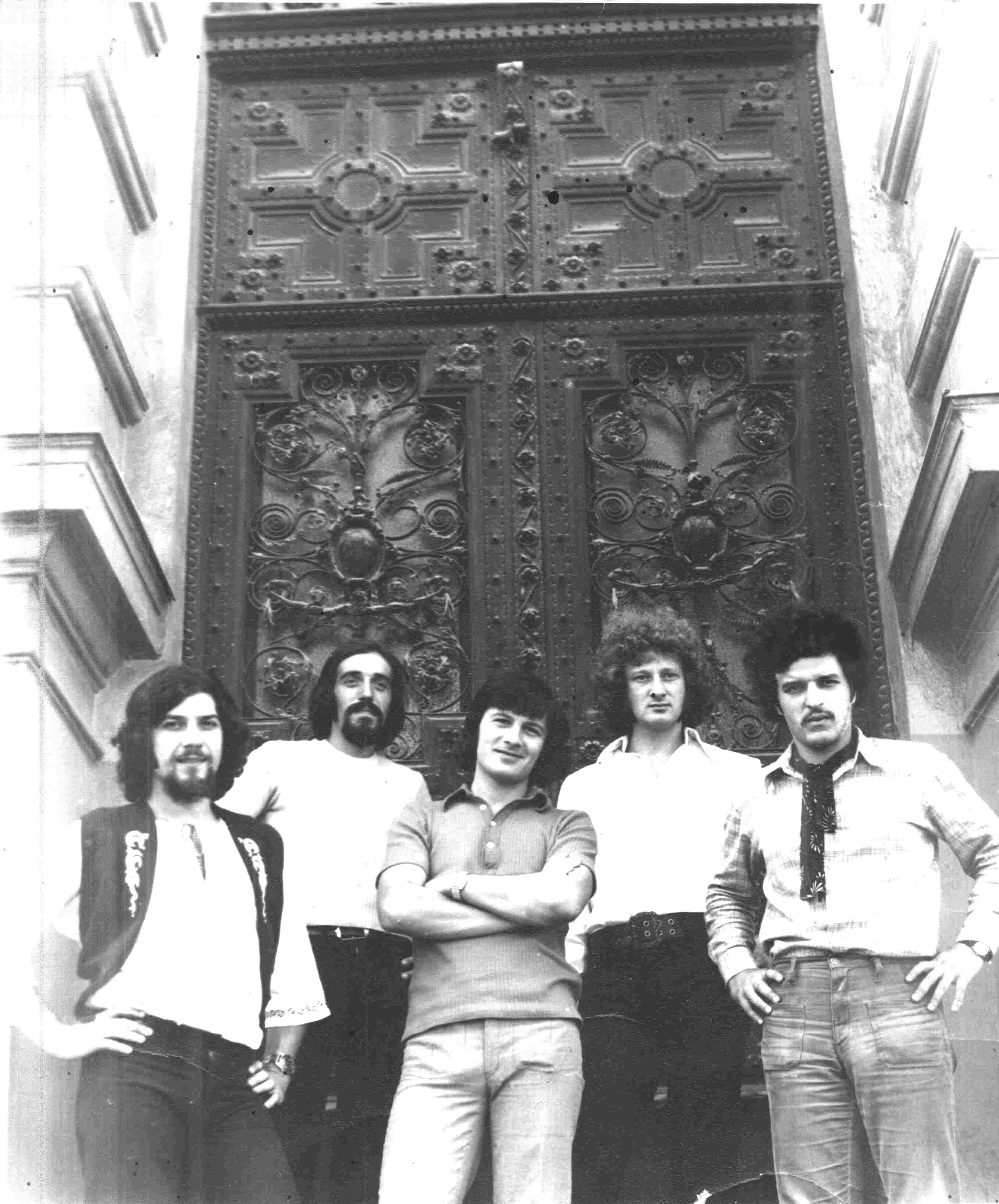
Valeriu Sepi (al doilea din stânga) cu grupul Phoenix, anii 1972–1973.

Pentru Phoenix, a realizat grafica și copertele următoarelor albume:
- Cei ce ne-au dat nume (1972), împreună cu Nicolae Covaci
- Mugur de fluier (1974)
- Cantofabule (1975), împreună cu Elisabeta (Lili) Sepi
- Cantafabule – Bestiar (1996), împreună cu Elisabeta Ochsenfeld (fostă Sepi)
- În umbra marelui U.R.S.S. (2003)
- 50 ani: Best of Phoenix 1962–2012 (2012), în calitate de consultant
- Vino, Țepeș! (2014), împreună cu Camil Mihăescu

În afară de albumele Phoenix, a mai realizat grafica pentru următoarele discuri:
- Progresiv TM – Dreptul de a visa (1976, LP)
- Mircea Baniciu –  Mircea Baniciu (1979, EP)

Apare ca percuționist pe trei materiale discografice Phoenix: LP-urile Cei ce ne-au dat nume (1972) și Mugur de fluier (1974), EP-ul Meșterul Manole (1973). De asemenea, realizează scenografia operei rock Meșterul Manole, interzisă de autoritățile epocii. În 2007, manuscrisul original al operei, cu două schițe originale ale lui Valeriu Sepi, sunt publicate la o editură germană. Începând cu aniversarea „Phoenix – 40 ani de succes” din toamna lui 2002, participă periodic la reuniunile formației, completând scenografia cu caprele din lemn confecționate de el. În 2016 apare cartea Mitologii personale / Personal Mythologies, ce prezintă o colecție cu lucrări din propriul portofoliu. Este membru al Uniunii Artiștilor Plastici din România și a primit titlul de Cetățean de Onoare al Timișoarei.
„Eu sunt căprarul de la Phoenix. Am vrut să facem un concept și am reușit, am mărșăluit cu toată chestia asta înspre legendă, am pus toată inima în asta. Am intrat în Phoenix când deja se terminase prima etapă a trupei, cu «Hei, tramvai». Noi am început să ne gândim să facem ceva conceptual. Am început primul LP românesc și ne-am dat seama că putem face mai mult, asta ne-a ajutat să ne grupăm, am făcut un nucleu și cu suporterii din oraș. Toată chestia asta s-a format ca o bibliotecă. Noi așa am rezistat, am avut succes cu sprijinul orașului, al tineretului. Știam că nu puteam să spunem «Jos Guvernul» și nici nu ne interesa asta, ne interesa să facem ceva. Noi umpleam stadioane. Chestiunea de bază e calitatea lucrului pe care-l faci, noi am fost oameni de caracter. M-am întors în Banat pentru că eu nu sunt patriot, sunt bănățean, m-am întors la prietenii mei. Întotdeauna am considerat Timișoara familia mea. Am găsit oamenii la fel cum i-am lăsat, mi-am găsit prieteni ca și cum nu aș fi plecat niciodată. Anii petrecuți în străinătate nu sunt pierduți, ci reprezintă o acumulare de experiență. Ar fi trebuit să fiu un prost să-mi fie rușine să spun că sunt român.”—Valeriu Sepi, 1 noiembrie 2020, la împlinirea vârstei de 75 de ani
Alte lucrări la care a contribuit Valeriu Sepi:
- decorație Casa Tineretului din Timișoara, împreună cu sculptorul Péter Jecza.
- mozaic la Universitatea de Vest din Timișoara, împreună cu Leon Vreme, Adalbert Luca, Sulea Gorj.
- afișele festivalurilor de rock și jazz din Timișoara între anii 1967–1986.